# Géniale Attoumani
Géniale Attoumani (Géniale Djazila Attoumani, geb. 30. Juni 1985, Mamoudzou, Mayotte) ist eine französische Journalistin aus dem Übersee-Département Mayotte, die für die Gruppe France Télévisions arbeitet.

## Leben
Géniale Djazila Attoumani wurde in Mamoudzou geboren. Ihr Vater, Nassur Attoumani, war Schriftsteller und ihre Mutter die erste Inspectrice de l’éducation nationale (Schulinspektorin) von Mayotte. Es wird erzählt, dass ihr Vater auf die Nachricht von ihrer Geburt ausgerufen habe: «Génial!», was er auch als Vorname vorschlug. Sie ist die Älteste der Familie und hat zwei Schwestern, einen Bruder, ist verheiratet und Mutter von zwei Jungen, geboren 2016 und 2021.
Sie erhielt ihre Schulbildung in Mamoudzou (Cavani-Stadionschule) und folgte dann von 1994 bis 1996 ihrer Mutter, die in Toulouse stationiert war (sie besuchte dort die Léo-Lagrange-Schule), bevor sie nach Mamoudzou zurückkehrte, um das Doujani-College und dann das staatliche Gymnasium (Lycée) zu besuchen, wo sie 2003 ihr bac littéraire erwarb. Von 2003 bis 2006 erhielt sie eine Licence d’histoire an der Université Paul-Valéry-Montpellier-III in Montpellier. Dann besuchte sie die Journalistenschule von Nizza (école de journalisme de Nice, 2007–2009).
Sie trat 2009 dem Team des Fernsehsenders Mayotte La Première bei und präsentierte im Februar 2011 ihre ersten Nachrichten (Journal télévisé).
2020 präsentierte sie am 26. Oktober im Rahmen der Überseewoche (semaine de l’outre-mer) in der Tagessendung 12/13 von France 3 die Nachrichten., ebenso am 6. November.
2021 war sie im Sommer Vertretung für die Präsentation von 12/13 von France 3 (werktags) vom 19. Juli bis 20. August, und von 19/20 vom 22. bis 29. Juli 2021. Sie war beim Publikum sehr beliebt. Sie besorgte auch die Präsentation von 12/13 vom 27. bis 31. Dezember.